# L'Enfant des halles
Pour plus de détails, voir Fiche technique et Distribution.
L'Enfant des halles est un film français réalisé par René Leprince et sorti en 1924.
C'est un film en huit épisodes. Le premier épisode s'intitule Le Môme Berlingot, le deuxième épisode a pour titre Le Million du père.

## Fiche technique
- Réalisation : René Leprince
- Scénario : Jean-Louis Bouquet d'après un roman de H.-J. Magog
- Photographie : René Gaveau, Julien Ringel
- Lieu de tournage : Paris
- Distributeur : Pathé-Consortium-Cinéma
- Date de sortie : 
  - France : 11 avril 1924
- Affiche : René Péron (France)

## Distribution
- René Donnio
- Jean-Paul de Baere : Berlingot
- Gabriel Signoret : Peaudure / Romèche / Mortimer
- Suzanne Bianchetti : Princesse Mila Serena
- Monique Chrysès : Mme Belmont
- Lucien Dalsace : Jean Belmont
- Francine Mussey : Renée
- Camille Bert
- Pierre Labry
- Thomy Bourdelle